# Age of Speed
Age of Speed es un videojuego de carreras de 2006 desarrollado por Silent Bay Studios y publicado por Miniclip para navegador web. Es la primera entrega de la serie Age of Speed.

## Jugabilidad
El jugador puede elegir uno de los cuatro vehículos disponibles, cada uno con un diseño y color únicos. Todos los coches tienen características similares.
Una vez que el jugador elija el vehículo, el juego cargará el nivel y comenzará. Hay cuatro carreras, ya que el juego está en modo de progreso y el jugador debe clasificarse para cada una de ellas ganando la última. Las carreras son diferentes en las pistas; sin embargo, el diseño es casi el mismo: Aire, carreras a través de las nubes; Tierra, carreras a través del subsuelo; Agua, carreras bajo el agua; Fuego, carreras a través de lava ardiente.
El jugador controla su vehículo con las teclas de flecha. Hay monedas esparcidas a lo largo de cada pista que se pueden recoger para ganar puntos.
Cuando finaliza una carrera, aparece un formulario de envío en caso de que el jugador quiera compartir su puntuación más alta en los foros del sitio web de Miniclip. El jugador puede simplemente cerrarlo y ver la información sobre la carrera. Pueden ver el nombre del entorno de la carrera, su puntuación total, puntuación de bonificación y velocidad media. Luego, el jugador puede continuar a la siguiente carrera.
Las pistas incluyen muchos saltos que, si se fallan, se reiniciará el auto y se perderá posición y tiempo. Una mejor posición le da al jugador más puntos.